# Damhus Sø
Damhus Sø eller Damhussøen ligger i København mellem Vanløse, Rødovre, Roskildevej og Damhusengen, der går ud til Jyllingevej i nord. Det grønne område hænger sammen med Grøndalsparken, Krogebjergparken og Vigerslevparken. Søens areal er 46 ha.
Dæmningen mod syd, hvorover Roskildevej er ført, blev bygget i forbindelse med vejens anlæg i 1621. Det havde til formål at sikre en stabil vandmængde i søen og en bedre vandforsyning til København via Grøndalsåen og Ladegårdsåen. Yderligere dæmninger blev bygget i 1849 hvorved bl.a. den nordlige del af søen, Bagsøen, blev adskilt fra den sydlige. 
Harrestrup Å, der tidligere løb igennem søen, blev i 1938 lagt i en rende med dæmninger på hver side i den østlige side af engen. Samtidig blev Bagsøen drænet, og hermed opstod Damhusengen. Søen og engen fik parkstatus i 1941 og har været fredet siden 1966.
Søen er med navnet Damhus Sø opkaldt efter Damhuset, der rent faktisk er opkaldt efter søen der tidligere hed Langvaddam eller blot Dammen. Området er også kendt for kroen. Det lille lokale tivoli blev revet ned i 2016.
Søen blev sammen med Vigerslevparken, Damhusengen og Krogebjergparken fredet  4. november 2010
.